# Vasili Șukșin
Vasili Makarovici Șukșin (în rusă Васи́лий Мака́рович Шукши́н; n. 25 iulie 1929, Srostki⁠(d), RSFS Rusă, URSS – d. 2 octombrie 1974, Kletskaya⁠(d), RSFS Rusă, URSS) a fost un actor, scriitor, scenarist și regizor de film ruso-sovietic din regiunea Altai, care s-a specializat în teme rurale.

## Biografie
Vasili Makarovici Șukșin s-a născut pe 25 iulie 1929 într-o familie de țărani din satul Srostki din ținutul Altai, URSS, acum ținutul Altai, Rusia. În 1930, tatăl său, Makar Leontevici Șukșin, a fost arestat și împușcat în timpul represiunilor asociate activității de colectivizare. Mama lui, Maria Sergheevna (născută Popov), a trebuit să se îngrijească de supraviețuirea întregii familii. În 1943 Șukșin a terminat cursurile școlii de 7 ani din sat și a fost admis la o școală tehnică de mecanică din Biisk. În 1945, după doi ani și jumătate de la școală, dar înainte de a o absolvi, a renunțat la studii pentru a lucra într-un colhoz.
În 1946 Șukșin a părăsit satul natal și a lucrat ca muncitor în mai multe întreprinderi din cadrul trustului Soiuzprommekanizația: la o fabrică din Kaluga, la uzina de tractoare din Vladimir etc. În 1949 Șukșin a fost înrolat în Marină. El a servit mai întâi ca marinar în Flota Baltică, apoi operator radio în Marea Neagră. În 1953 a fost demobilizat din cauza unui ulcer gastroduodenal și s-a întors în satul natal. După ce a trecut examenul pentru absolvirea liceului, el a devenit profesor de limba rusă și, mai târziu, director de școală în Srostki.
În 1954 Șukșin a devenit student la secția de regie de film a institutului VGIK, a studiat cu Mihail Romm și Serghei Gherasimov, absolvind în 1960. În timp ce a studiat la VGIK în 1958, Șukșin a obținut primul său rol principal în Two Fedors al lui Marlen Huțiev și a apărut în filmul de absolvire al lui Andrei Tarkovski. În 1958 Șukșin a publicat prima sa povestire „Two on the cart” în revista Smena. Primul volum de povestiri Сельские жители (Oameni de la țară) a fost publicat în 1963. În același an, el a devenit director de personal la Gorki Studio de Film de la Moscova. El a scris și regizat Живёт такой парень (Trăiește undeva un flăcău). Premiera filmului a avut loc în 1965, câștigând premii la Festivalul Unional de Film de la Leningrad și Leul de Aur la al XVI-lea Festival Internațional de Film de la Veneția. Șukșin a fost decorat cu Ordinul Steagul Roșu al Muncii (1967) și a primit titlul de Artist Emerit al RSFSR (1969).
Șukșin a murit subit pe 2 octombrie 1974, pe nava Dunai, de pe râul Volga, în timpul filmărilor la Ei au luptat pentru patrie. El este înmormântat în Cimitirul Novodevicii din Moscova.

## Cărți
- 1962: Atamanul (Стенька Разин/Stenka Razin); traducere în limba română, Editura Albatros, București, 1985, traducător: Sergiu Celac, 432 p.;
- 1962: Un șofer de elită (Классный водитель/Klassnîi voditel); traducere în limba română, Editura Univers, București, colecția Globus, 1979, traducător: Alexandru Calais, 592 p.;
- 1963: Soarele, bătrânul și fata (Солнце, старик и девушка); traducere în limba română, Editura Institutului Cultural Român, București, 2004, 320 p.;
- 1965: Liubavinii (Любавины/Liubavinî); traducere în limba română, Editura Albatros, București, 1989, 336 p.;
- 1973: Călina roșie (Калина красная/Kalina krasnaia); traducere în limba română, Editura Minerva, București, colecția Biblioteca pentru toți, București, 1995, traducător: Alexandru Calais, 267 p.; ed. a II-a, Ed. Minerva, București, 1995

## Filmografie
- 1957: Pe Donul liniștit (rusă Тихий Дон), actor
- 1958: Ucigașii (rusă Убийцы), actor
- 1958: Cei doi Feodor (rusă Два Фёдора), actor
- 1959: The Golden Train (rusă Золотой эшелон), actor
- 1960: Poveste simplă (rusă Простая история), actor
- 1961: Alyonka (rusă Алёнка), actor
- 1961  Când copacii erau mari (rusă Когда деревья были большими), actor
- 1961: Mission (rusă Командировка), actor
- 1961: Mishka, Seryoga, And Me (rusă Мишка, Серега и я), actor
- 1962: Noi, doi bărbați (rusă Мы, двое мужчин), actor
- 1964: Există un asemenea flăcău (rusă Живёт такой парень), regizor, scenarist
- 1964: Cum e marea? (rusă Какое оно, море?),  actor
- 1965: Fiul și fratele vostru (rusă Ваш сын и брат), regizor, scenarist
- 1967: The Journalist (rusă Журналист), actor
- 1967: Comisarul (rusă Комиссар), actor
- 1967: Three Days Of Victor Chernyshov (rusă Три дня Виктора Чернышева), actor
- 1968: Discuție bărbătească (rusă Мужской разговор), actor, regia Igor Șatrov
- 1968: Eliberare (rusă Освобождение), actor
- 1969: Oameni ciudați (rusă Странные люди), regizor, scenarist
- 1969: Oameni din Baical (rusă У озера), actor
- 1969: Echoes Of Far Snows (rusă Эхо далеких снегов), actor
- 1970: Lyubov Yarovaya (rusă Любовь Яровая), actor
- 1971: Dauria (rusă Даурия), actor
- 1971: A venit un soldat de pe front (rusă Пришел солдат с фронта), scenarist
- 1971: Hold On To The Clouds (rusă Держись за облака), actor
- 1972: De-ale vieții (rusă Печки-лавочки), actor, regizor, scenarist
- 1974: Călina roșie (rusă Калина красная), actor, regizor, scenarist
- 1974: Dacă vrei să fii fericit (rusă Если хочешь быть счастливым), actor
- 1974: Fellows (rusă Земляки), scenarist
- 1975: Ei au luptat pentru patrie (rusă Они сражались за Родину), actor
- 1975: I Wish to Speak (rusă Прошу слова), actor
- 1977: Call Me To The Light Far (rusă Позови меня в даль светлую), scenarist
- 1988: Yolki-palki (rusă Ёлки-палки), scenarist
- 2004: High Boots (rusă Ботушки), scenarist